# Hubert Damisch
Hubert Damisch, född 28 april 1928 i Paris, död 14 december 2017 i Paris, var en fransk filosof. Han var professor vid École des hautes études en sciences sociales (EHESS) från 1975 till 1996. Damisch var medlem av Socialisme ou Barbarie.
Damisch publicerade verk om måleri, arkitektur, fotografi och teater.